# Оцасар
Оцасар (або Одзасар, Оцакар; вірм. Օձասար — зміїна гора) — гора у  Вірменії, в марзі Арарат, в 5 км від села Нарек. Гора цікава тим, що за формою і зовнішнім виглядом повторює гору Арарат, яка є історичним символом  Вірменії.
Висота Великого Оцакару — близько 80 м, Малого — 60. Підніжжя гори розташоване на висоті 1390 м; вершина сягає 1470 м над  рівнем моря. Примітно те, що, якщо подивитися під певним ракурсом на гору, то на її тлі видно сам Арарат.